# Кузьмина, Екатерина Анатольевна
Екатери́на Анато́льевна Кузьмина́ (род. 5 января 1996, Санкт-Петербург) — российская кёрлингистка.
Мастер спорта России (кёрлинг), мастер спорта международного класса (2016).
Выступает за клуб «Адамант» (Санкт-Петербург).
Учащаяся Санкт-Петербургского училища олимпийского резерва №2.
В составе женской сборной России участник зимних Олимпийских игр 2022 (заняли десятое место), чемпионатов мира и Европы.
Играет в основном на позиции первого.

## Достижения
- Чемпионат мира по кёрлингу среди женщин: серебро (2021).
- Зимние Универсиады: бронза (2019).
- Чемпионат России по кёрлингу среди женщин: золото (2019, 2020), серебро (2017, 2022, 2023), бронза (2016).
- Кубок России по кёрлингу среди женщин: золото (2018, 2020, 2022, 2023).
- Кубок России по кёрлингу среди смешанных команд: золото (2022).

## Команды
| Сезон                                               | Четвёртый          | Третий               | Второй             | Первый              | Запасной                                                                            | Турниры                                                                          |
| --------------------------------------------------- | ------------------ | -------------------- | ------------------ | ------------------- | ----------------------------------------------------------------------------------- | -------------------------------------------------------------------------------- |
| 2009—10                                             | Евгения Дёмкина    | Алина Биктимирова    | Валерия Шелкова    | Екатерина Кузьмина  | Рената Нуркаева                                                                     | ЧРЖ 2010 (10 место)                                                              |
| 2010—11                                             | Евгения Дёмкина    | Валерия Шелкова      | Екатерина Кузьмина | Рената Нуркаева     |                                                                                     | КРЖ 2010 (9 место)                                                               |
| 2011—12                                             | Алина Биктимирова  | Евгения Дёмкина      | Валерия Шелкова    | Екатерина Кузьмина  | Татьяна Макеева                                                                     | КРЖ 2011 (4 место)                                                               |
| 2013—14                                             | Евгения Дёмкина    | Валерия Шелкова      | Екатерина Кузьмина | Мария Борисова      | Мария Архипова                                                                      | КРЖ 2013 (11 место)                                                              |
| 2014—15                                             | Евгения Дёмкина    | Екатерина Кузьмина   | Ульяна Васильева   | Анастасия Москалёва | Ирина Колесникова                                                                   |                                                                                  |
| 2014—15                                             | Ульяна Васильева   | Мария Бакшеева       | Екатерина Кузьмина | Евгения Дёмкина     | Анастасия Москалёва тренер: Андерс Краупп                                           | ЧМЮ 2015 (7 место)                                                               |
| 2015—16                                             | Ульяна Васильева   | Мария Бакшеева       | Екатерина Кузьмина | Евгения Дёмкина     | Мария Комарова тренер: Ирина Колесникова                                            | ЧМЮ 2016 (7 место)                                                               |
| 2015—16                                             | Алина Ковалёва     | Ульяна Васильева     | Екатерина Кузьмина | Мария Комарова      | Оксана Богданова тренер: Алексей Целоусов                                           | ЧРЖ 2016                                                                         |
| 2016—17                                             | Мария Бакшеева     | Дарья Морозова       | Мария Комарова     | Екатерина Кузьмина  | Ольга Котельникова тренер: Алексей Целоусов                                         | ЧМЮ 2017 (6 место)                                                               |
| 2016—17                                             | Алина Ковалёва     | Ульяна Васильева     | Екатерина Кузьмина | Мария Комарова      | Мария Бакшеева тренер: Алексей Целоусов                                             | ЧРЖ 2017                                                                         |
| 2017—18                                             | Ульяна Васильева   | Ирина Низовцева      | Вера Тюлякова      | Екатерина Кузьмина  | Оксана Богданова                                                                    | КРЖ 2017 (4 место)                                                               |
| 2018—19                                             | Алина Ковалёва     | Анастасия Брызгалова | Ульяна Васильева   | Екатерина Кузьмина  | Анастасия Даньшина                                                                  | КРЖ 2018                                                                         |
| 2018—19                                             | Алина Ковалёва     | Анастасия Брызгалова | Галина Арсенькина  | Екатерина Кузьмина  | Ульяна Васильева (ЧЕ, ЧМ, ЧРЖ) тренеры: Игорь Минин Ирина Колесникова (ЧЕ, ЧМ, ЧРЖ) | ЧЕ 2018 (4 место) · КМ 2018/19 (2 этап) (6 место) · ЧМ 2019 (5 место) · ЧРЖ 2019 |
| 2018—19                                             | Мария Комарова     | Ульяна Васильева     | Анастасия Даньшина | Екатерина Кузьмина  | Анна Веневцева тренеры: Алина Ковалёва, Виктор Воробьёв                             | ЗУ 2019                                                                          |
| 2019—20                                             | Алина Ковалёва     | Мария Комарова       | Галина Арсенькина  | Екатерина Кузьмина  | Анастасия Даньшина тренеры: Ирина Колесникова, Даниэль Рафаэль                      | ЧЕ 2019 (4 место)                                                                |
| 2020—21                                             | Алина Ковалёва     | Мария Комарова       | Галина Арсенькина  | Екатерина Кузьмина  | Вера Тюлякова тренеры: Анастасия Брызгалова                                         | КРЖ 2020 · ЧРЖ 2020                                                              |
| 2020—21                                             | Алина Ковалёва     | Юлия Портунова       | Галина Арсенькина  | Екатерина Кузьмина  | Мария Комарова тренеры:Сергей Беланов, Ирина Колесникова                            | ЧМ 2021                                                                          |
| 2021—22                                             | Алина Ковалёва     | Мария Комарова       | Галина Арсенькина  | Екатерина Кузьмина  | Вера Тюлякова тренер: Анастасия Брызгалова                                          | ЧРЖ 2022                                                                         |
| 2021—22                                             | Алина Ковалёва     | Юлия Портунова       | Галина Арсенькина  | Екатерина Кузьмина  | Мария Комарова тренеры:Сергей Беланов, Ирина Колесникова                            | ЧЕ 2021 (4 место) ЗОИ 2022 (10 место)                                            |
| 2022—23                                             | Алина Ковалёва     | Мария Комарова       | Галина Арсенькина  | Екатерина Кузьмина  | Вера Тюлякова (КРЖ), Анастасия Брызгалова (ЧРЖ) тренер: Анастасия Брызгалова        | КРЖ 2022 · ЧРЖ 2023                                                              |
| 2023—24                                             | Алина Ковалёва     | Мария Комарова       | Ульяна Васильева   | Екатерина Кузьмина  | Анастасия Брызгалова тренер: Анастасия Брызгалова                                   | КРЖ 2023 · ЧРЖ 2024 (7 место)                                                    |
| 2024—25                                             | Ирина Низовцева    | Анастасия Брызгалова | Екатерина Кузьмина | Ольга Киба          | Ульяна Васильева тренер: Анастасия Брызгалова                                       | КРЖ 2024 (8 место)                                                               |
| Кёрлинг среди смешанных команд (mixed curling)      |                    |                      |                    |                     |                                                                                     |                                                                                  |
| 2011—12                                             | Евгений Тавыриков  | Екатерина Кузьмина   | Александр Кузьмин  | Валерия Шелкова     |                                                                                     | ЧРСК 2012 (7 место)                                                              |
| 2012—13                                             | Роман Кутузов      | Евгения Дёмкина      | Сергей Манулычев   | Екатерина Кузьмина  | Вадим Раев, Валерия Шелкова                                                         | ЧЕСК 2012 (14 место)                                                             |
| 2012—13                                             | Екатерина Кузьмина | Александр Кузьмин    | Мария Бакшеева     | Сергей Морозов      |                                                                                     | ЧРСК 2013 (15 место)                                                             |
| 2015—16                                             | Ульяна Васильева   | Алексей Целоусов     | Екатерина Кузьмина | Евгений Климов      | тренер: Игорь Минин                                                                 | ЧМСК 2015 (4 место)                                                              |
| 2018—19                                             | Алина Ковалёва     | Алексей Тимофеев     | Екатерина Кузьмина | Евгений Климов      |                                                                                     | ЧРСК 2019 (5 место)                                                              |
| 2019—20                                             | Алексей Тимофеев   | Алина Ковалёва       | Артур Ражабов      | Екатерина Кузьмина  | А.В. Тимофеев                                                                       | КРСК 2022                                                                        |
| 2021—22                                             | Алексей Тимофеев   | Алина Ковалёва       | Евгений Климов     | Екатерина Кузьмина  |                                                                                     | ЧРСК 2022 (7 место)                                                              |
| 2023—24                                             | Алексей Тимофеев   | Алина Ковалёва       | Артур Ражабов      | Екатерина Кузьмина  | тренеры: А.К. Брызгалова, П.Д. Дрон                                                 | КРСК 2023 (7 место)                                                              |
| Кёрлинг среди смешанных пар (mixed doubles curling) |                    |                      |                    |                     |                                                                                     |                                                                                  |
| 2012—13                                             | Сергей Манулычев   | Екатерина Кузьмина   |                    |                     |                                                                                     | КРСП 2012 (9 место)                                                              |
| 2013—14                                             | Вадим Голов        | Екатерина Кузьмина   |                    |                     |                                                                                     | ЧРСП 2014 (5 место)                                                              |
| 2014—15                                             | Сергей Андрианов   | Екатерина Кузьмина   |                    |                     |                                                                                     | КРСП 2014 (4 место)                                                              |
| 2015—16                                             | Евгений Климов     | Екатерина Кузьмина   |                    |                     |                                                                                     | КРСП 2015 (4 место) ЧРСП 2016 (13 место)                                         |
| 2016—17                                             | Екатерина Кузьмина | Александр Кузьмин    |                    |                     |                                                                                     |                                                                                  |
| 2017—18                                             | Екатерина Кузьмина | Владимир Расхорошин  |                    |                     |                                                                                     | КРСП 2017 (16 место)                                                             |

(скипы выделены полужирным шрифтом)